# Ernogrammus hexagrammus
Ernogrammus hexagrammus är en fiskart som först beskrevs av Schlegel, 1845.  Ernogrammus hexagrammus ingår i släktet Ernogrammus och familjen taggryggade fiskar. Inga underarter finns listade i Catalogue of Life.